# Simrishamn
Simrishamn – miejscowość (tätort) w południowej Szwecji i port nad Morzem Bałtyckim, w regionie administracyjnym (län) Skania. Siedziba władz (centralort) gminy Simrishamn. Do 1970 Simrishamn posiadał administracyjny status miasta.
Miejscowość położona jest na obszarze Österlen, stanowiąc jego nieformalną „stolicę”, w południowo-wschodniej części prowincji historycznej (landskap) Skania.
Simrishamn otrzymał prawa miejskie w średniowieczu, prawdopodobnie w XIII wieku. Jednym z głównych źródeł utrzymania mieszkańców miejscowości aż do lat osiemdziesiątych XX wieku było rybołówstwo i żegluga. W Simrishamn znajduje się największy port rybacki w Szwecji. Współcześnie gospodarka Simrishamn opiera się przede wszystkim na obsłudze turystyki.
W 2010 Simrishamn liczył 6527 mieszkańców.

## Współpraca zagraniczna
Miasta partnerskie gminy Simrishamn:
- Kołobrzeg, Polska
- Barth, Niemcy
- Połąga, Litwa
- Bornholm, Dania